# باغجغاز علیا
باغجِغاز علیا یکی از روستاهای استان آذربایجان شرقی است که در دهستان قافلانکوه شرقی بخش کاغذکنان شهرستان میانه واقع شده‌است. بر اساس سرشماری مرکز آمار ایران در سال ۱۳۸۵، جمعیت آن ۳۴۰نفر )۱۱۰خانوار) بوده‌است.